# Gia đình Minh Mạng
Hoàng đế Minh Mạng hay Minh Mệnh (明命, 25 tháng 5 năm 1791 - 20 tháng 1 năm 1841), là con trai thứ tư của Hoàng đế Gia Long và là vị vua thứ hai của Vương triều Nguyễn trong lịch sử Việt Nam. Ông trị vì từ ngày 14 tháng 2 năm 1820 đến khi qua đời. Hưởng Dương 51 Tuổi
Theo thống kê từ sử sách và thế phả dòng họ Nguyễn, vua Minh Mạng có rất nhiều vợ, trong số đó có 43 người vợ từng sinh nở; 142 người con gồm 78 hoàng tử, 64 hoàng nữ.

## Vợ và con
Trong đời sống riêng tư, người ta cũng phải ngạc nhiên về sức cường tráng của ông. Có một bài thuốc bổ dương mang tên Minh Mạng thang được quan Thái y căn cứ vào thể chất và sinh hoạt của ông để lập ra thang thuốc rượu.

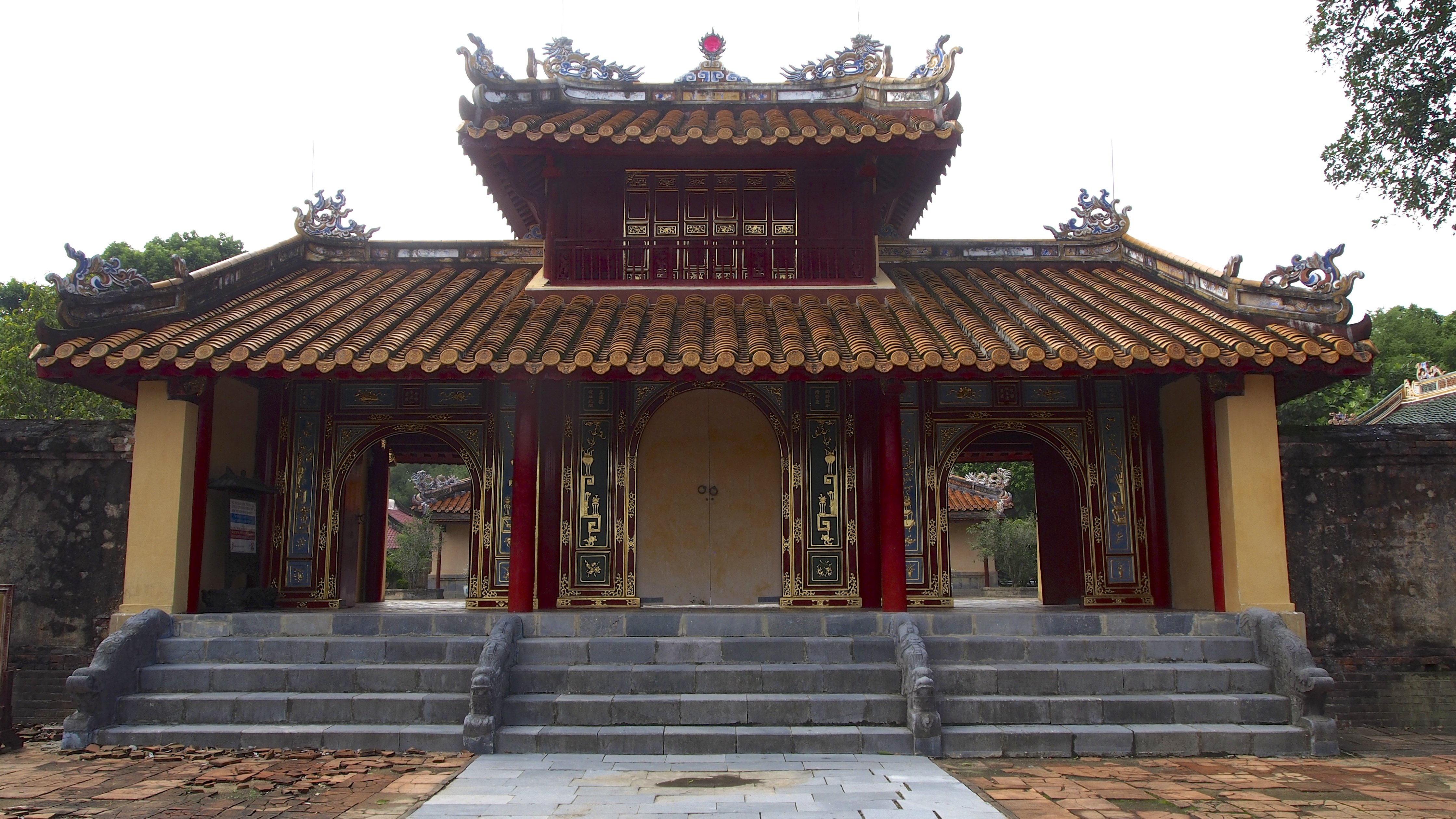
Lăng Minh Mạng.

Ông không lập hoàng hậu, mà chỉ cao nhất là ngôi phi. Tá Thiên Nhân hoàng hậu (tước vị được phong sau khi mất), húy là Hồ Thị Hoa, sinh 1791. Bà qua đời năm 1807, 13 ngày sau khi sinh hạ Hoàng tử trưởng Nguyễn Phúc Miên Tông (tức vua Thiệu Trị sau này). Lăng của bà hiệu là Hiếu Đông Lăng, phía tả lăng Thiệu Trị, tại làng Cư Chánh, huyện Hương Thủy, tỉnh Thừa Thiên. Hai vương phi được sủng ái nhất là Hiền phi Ngô Thị Chính, con của Chưởng cơ Ngô Văn Sở và Lệ tần Nguyễn Thị Thúy Trúc, con của Vệ úy Nguyễn Gia Quý. Hiền phi Ngô thị sinh được 4 hoàng tử và 2 công chúa; Lệ tần Nguyễn Gia thị sinh được 7 hoàng tử và 3 công chúa. Hai bà này thường xung đột với nhau. Bà Ngô Thị Chính thường sinh sự với các bà khác vì cậy được vua yêu, khiến Minh Mạng nhiều khi lâm vào cảnh khó xử. Tương truyền bà Hiền phi thường nói những người thân cận rằng dù vua có yêu mình cỡ nào thì khi chết cũng chỉ có hai bàn tay không. Vua biết vậy nên khi bà mất đã thân hành đến chỗ bà nằm mà đặt vào tay 2 nén vàng, để khỏi ra đi với hai bàn tay không. Điều này cũng mâu thuẫn với gia phả họ Nguyễn Phước thì bà Hiền phi được ghi lại là mất vào năm 1843, sau vua Minh Mạng 2 năm.
Khi vua nghỉ ngơi có 5 bà hầu hạ: một vấn thuốc, một têm trầu, một đắm bóp, một hát ru, một bà chực sẵn để khi dậy có điều sai bảo. Theo thường lệ, mỗi đêm vua cho triệu 5 bà vào hầu, mỗi canh một bà.
Sách Minh Mạng chính yếu chép: Năm Minh Mạng thứ 6 (1826), mùa Xuân, tháng giêng, trong Kinh Kỳ ít mưa, nhà vua lấy làm lo, chỉ dụ cho quan Thượng Bảo Khanh là ông Hoàng Quỳnh rằng:
| “ | Hai ba năm trở lại đây, hạn hán liên tiếp. Trẫm nghĩ tự đâu đến thế nhưng chưa tìm ra nguyên nhân, hoặc là trong thâm cung cung nữ nhiều âm khi uất tắc mà nên như vậy ư? Nay bớt đi, cho ra 100 người, ngõ hầu có thể giải trừ thiên tai vậy. | ” |

## Đế hệ thi và Phiên hệ thi
Năm 1823, vua Minh Mạng đã làm bài Đế hệ thi và 10 bài Phiên hệ thi để quy định các chữ đệm đặt tên cho con cháu các thế hệ sau. Bài Đế Hệ Thi gồm 20 chữ, dùng làm chữ lót tên cho mỗi thế hệ từ vua Minh Mạng trở về sau.
Miên Hồng Ưng Bữu Vĩnh

Bảo Quý Định Long Trường

Hiền Năng Khang Kế Thuật

Thế Thụy Quốc Gia Xương 
綿洪膺寶永

保貴定隆長

賢能堪繼述

世瑞國嘉昌
Ngoài ra nhà vua còn có 10 bài Phiên hệ thi để phân phát cho dòng dõi các anh em của mình, gồm 10 phòng: Anh Duệ (Thái tử Cảnh), Kiến An, Định Viễn, Diên Khánh, Điện Bàn, Thiệu Hóa, Quảng Oai, Thường Tín, Yên Khánh, Từ Sơn. Lại có quy định kể từ lúc đó khi hậu cung có người sinh hoàng tử hay hoàng nữ, đầy 100 ngày làm lễ bảo kiến [ẵm đến ra mắt vua] rồi chiếu theo đế hệ mà cho tên. Khi đã cho tên mới thì tên cũ thôi hẳn, không dùng nữa. Tên các công tử thì lần lượt lấy các chữ ở bài thơ về công hệ nào chữ dưới thì lấy ngũ hành tương sinh(đất sinh ra vàng; vàng sinh ra nước; nước sinh ra cây; cây sinh ra lửa; lửa sinh ra đất) mà dùng bộ Thổ làm đầu.
Lời tựa nhà vua đề rằng
Nhà nước ta họ Nguyễn, khởi phát từ Gia Miêu ngoại trang, huyện Tống Sơn, phủ Hà Trung, xứ Thanh Hoa. Buổi đầu đời trước đã là họ lớn, đời đời làm quan đến hơn vài trăm năm, tích luỹ nhân đức, nên có ngày nay, thực có thể sánh với nhà Chu được. Do đó trời cho mệnh tốt, sinh ra Triệu tổ Tĩnh hoàng đế ta (Nguyễn Kim), gây dựng cơ đồ lớn, kế sinh Thái Tổ Gia Dụ hoàng đế ta (Nguyễn Hoàng), dựng nền ở cõi Nam. Bèn lấy chữ Phước nối theo chữ Nguyên, gọi quốc tính là Nguyễn Phước. Các vua thánh nối nhau, thánh này nối thánh khác, rồi đến Hoàng khảo Thế Tổ Cao hoàng đế ta (vua Gia Long), dẹp yên họa loạn mà có cả nước Việt, sắc định Ngọc phả, lấy con cháu Thái Tổ vào Nam và dòng các vua thánh làm tôn thất họ Nguyễn Phước, con cháu Thái Tổ ở Bắc và các phái trước làm công tính họ Nguyễn Hựu. Đến như tên huý các thánh thì phần nhiều theo bộ Thủy; sau đến Thế Tông Hiếu Võ hoàng đế ta thì tên ngự và tên tôn thất cũng có khi dùng bộ Nhật. Truyền đến Hoàng khảo ta thì chuyên dùng bộ Nhật. Từ trăm năm gần đây, tôn thất sinh thêm nhiều, đặt tên phần nhiều trùng điệp, Hoàng khảo ở ngôi, ý muốn đổi lại chữ đặt tên để truyền cho con cháu dùng mãi lâu dài về sau, tiếc rằng việc chưa làm được. Trẫm nghĩ nối theo ý tốt tiền nhân để thành được chí của tiên thế, tự soạn ra 20 chữ bộ Nhật, dùng để cho người nối nghiệp về sau đến ngày nối ngôi có thể lấy một chữ làm tên, lấy theo nghĩa nhật là tượng trưng ngôi vua, mà chữ tên đặt khi tuổi nhỏ làm tên tự. Còn những con cháu và con cháu của anh em thì lại soạn những mỹ tự, chia làm dòng đế và các dòng của anh trẫm là Anh Duệ thái tử, cùng em trẫm là Kiến An công, Định Viễn công, Diên Khánh công, Điện Bàn công, Thiệu Hoá công, Quảng Oai công, Thường Tín công, Yên Khánh công, Từ Sơn công, cả thảy 10 hệ. Khi mới sinh xin đặt tên, thì tên hoàng tử chữ trên lần lượt lấy từng chữ ở bài thơ đế hệ, chữ dưới lấy chữ bộ nào về đời thứ mấy. Tên các công tử thì lần lượt lấy các chữ ở bài thơ về công hệ nào chữ dưới thì lấy ngũ hành tương sinh làm đầu. Ví như dòng đế, thì Miên Tông, Miên Định; dòng Anh duệ thì Mỹ Đường, Mỹ Thuỳ; dòng Kiến An thì Lương Kỳ, Lương Viên; dòng Định Viễn thì Tĩnh Cơ, Tĩnh Cận; dòng Diên Khánh thì Diên Vực, Diên Đề; dòng Điện Bàn thì Tín Kiên, Tín Phác; dòng Thiệu Hoá thì Thiện Khuê, Thiện Chỉ; dòng Quảng Oai thì Phượng Tại, Phượng Vu; dòng Thường Tín thì Thường Nhâm, Thường Dung; dòng Yên Khánh thì Khâm Thịnh, Khâm Bích; dòng Từ Sơn thì Từ Đàn, Từ Cương. Như thế thì thế thứ rõ ràng mà không lẫn, thân sơ phân biệt mà có thể biết rõ được. Cái đạo giữ luân lý hoà họ hàng từ đấy thịnh lên, mà chi phái ngọc diệp thiên hoàng từ đấy rõ rệt. Con cháu ta nên theo giữ phép hay, khiến cho gốc cành trăm đời truyền ức muôn năm, để mong người báo đáp trời và tổ tiên cho mệnh tốt.
Minh Mạng hi vọng rằng con cháu mình nối tiếp đế nghiệp sẽ kéo dài được khoảng 500 năm, tương ứng với 20 đời. Tuy nhiên thực tế nhà Nguyễn chỉ được đến đời thứ 5 (Vĩnh) thì bị lật đổ bởi Cách mạng tháng Tám.

## Hậu phi (được ghi nhận)
| Phong hiệu                         | Thụy hiệu                            | Tên                    | Sinh mất                                   | Cha                                    | Ghi chú                                                                         |
| ---------------------------------- | ------------------------------------ | ---------------------- | ------------------------------------------ | -------------------------------------- | ------------------------------------------------------------------------------- |
| Hoàng hậu (truy phong)             | Tá Thiên Nhân Hoàng hậu (佐天仁皇后) | Hồ Thị Hoa             | 30 tháng 11 năm 1791 – 28 tháng 6 năm 1807 | Phúc Quốc công Hồ Văn Bôi              | 1 con trai (vua Thiệu Trị)                                                      |
| Nhất giai Hiền phi (一階賢妃)      | Tuệ Khiết (慧艷)                     | Ngô Thị Chính          | 1792 – 1843                                | Chưởng cơ Ngô Văn Sở                   | 5 con trai, 4 con gái                                                           |
| Nhị giai Gia phi (二階嘉妃)        | Đoan Lệ (端禮)                       | Phạm Thị Tuyết         | 1791 – 1812                                | Quang lộc tự thiếu khanh Phạm Văn Chẩn | 1 con trai                                                                      |
| Tam giai Trang tân (三階莊嬪)      | Uyên Thục (淵淑)                     | Trần Thị Tuyến         | 16 tháng 12 năm 1791 – 4 tháng 1 năm 1852  | Vệ úy Trần Công Nghị                   | 2 con trai                                                                      |
| Tứ giai Thục tân (四階淑嬪)        | Đoan Liệt (端烈)                     | Nguyễn Thị Bảo         | 7 tháng 9 năm 1801 – 12 tháng 9 năm 1851   | Tư không Nguyễn Khắc Thiệu             | 4 con trai, 3 con gái                                                           |
| Tứ giai Huệ tân (四階惠嬪)         | Uyển Thuận (婉順)                    | Trần Thị Huân          |                                            | Vệ úy Trần Văn Hùng                    | 6 con trai, 9 con gái                                                           |
| Ngũ giai An tân (五階安嬪)         | Hoa Diễm (華艷)                      | Hồ Thị Tùy             | 1795 – 23 tháng 11 năm 1839                | Hiệu úy Cẩm y vệ Hồ Văn Chiêm          | 3 con trai, 1 con gái                                                           |
| Ngũ giai Hòa tân (五階和嬪)        | Tĩnh Nhã (靜雅)                      | Nguyễn Thị Khuê        |                                            | Chưởng cơ Nguyễn Văn Thanh             | 4 con trai, 6 con gái                                                           |
| Ngũ giai Lệ tân (五階麗嬪)         | Thục Tắc (淑則)                      | Nguyễn Thị Thúy Trúc   |                                            | Phó Vệ úy Nguyễn Gia Quý               | 6 con trai, 2 con gái                                                           |
| Lục giai Tiếp dư (六階婕妤)        | Tịnh Nhu (靜柔)                      | Lê Thị Ái              | 17 tháng 11 năm 1799 – 8 tháng 10 năm 1863 | Hiệu úy Cẩm y vệ Lê Tiến Thành         | 3 con trai, 2 con gái                                                           |
| Lục giai Tiếp dư                   | Dao Thụ                              | Nguyễn Thường Thị Viên | ? - trước 1839                             | Thiếu bảo Quận công Nguyễn Văn Khiêm   | 2 con trai, 3 con gái                                                           |
| Thất giai Quý nhân (七階貴人)      | Trang Thuận (莊順)                   | Lương Thị Nguyện       | 18 tháng 10 năm 1800 – 9 tháng 12 năm 1871 | Giáo úy Cẩm y vệ Lương Đình Suất       | 1 con trai, 2 con gái                                                           |
| Thất giai Quý nhân                 | Trang Thuận (莊順)                   | Cái Thị Trinh          | ? - trước 1839                             | Giáo úy Cẩm y vệ Cái Văn Hợp           | 1 con trai, 2 con gái                                                           |
| Thất giai Quý nhân                 | Đoan Tịnh (端靜)                     | Nguyễn Thị Trường      | 1796 – 19 tháng 11 năm 1826                | Giáo úy Cẩm y vệ Nguyễn Hữu Trạc       | 3 con trai, 1 con gái                                                           |
| Thất giai Quý nhân                 | Đoan Ý (端懿)                        | Đỗ Thị Tùng            | ? - 1840                                   | Giáo úy Cẩm y vệ Đỗ Văn Thạch          | 1 con trai                                                                      |
| Thất giai Quý nhân                 | Trang Thuận (莊順)                   | Đỗ Thị Tâm             | 27 tháng 9 năm 1809 – 12 tháng 4 năm 1863  | Giáo úy Cẩm y vệ Đỗ Văn Thạch          | 5 con trai, 3 con gái                                                           |
| Thất giai Quý nhân                 | Trang Thuận (莊順)                   | Lê Thị Lộc             | 27 tháng 1 năm 1809 – 7 tháng 3 năm 1847   | Hiệu úy Cẩm y vệ Lê Tiến Thành         | 3 con trai, 2 con gái                                                           |
| Thất giai Quý nhân                 | Đoan Tịnh (端靜)                     | Nguyễn Thị Hạnh        | ? – 20 tháng 4 năm 1881                    |                                        | 2 con trai, 1 con gái                                                           |
| Bát giai Mỹ nhân (八階美人)        | Thục Thận (淑慎)                     | Nguyễn Hữu Thị Bân     | ? – 1834 hoặc 1837                         |                                        | 1 con trai, 1 con gái                                                           |
| Bát giai Mỹ nhân                   | Đoan Ý (端懿)                        | Đoàn Thị Thụy          |                                            | Giáo úy Cẩm y vệ Đoàn Đức Nghị         | 1 con gái                                                                       |
| Cửu giai Tài nhân (九階才人)       |                                      | Đinh Thị Nghĩa         |                                            |                                        | 1 con trai.                                                                     |
| Cửu giai Tài nhân                  |                                      | Trần Thị Tiền          |                                            |                                        | 2 con trai,1 con gái.                                                           |
| Cửu giai Tài nhân                  |                                      | Nguyễn Thị Tính        |                                            | Tham tri bộ Binh Nguyễn Công Tiệp      | 1 con trai                                                                      |
| Cửu giai Tài nhân                  | Thục Thận (淑慎)                     | Đỗ Thị Cương           |                                            | Giáo úy Cẩm y vệ Đỗ Văn Thạch          | 1 con trai, 2 con gái                                                           |
| Cửu giai Tài nhân                  | Trang Thận (莊慎)                    | Trần Thị Thanh         |                                            |                                        | 1 con trai                                                                      |
| Cửu giai Tài nhân                  |                                      | Trần Thị Trúc          |                                            |                                        | 2 con gái                                                                       |
| Tài nhân vị nhập giai (才人未入階) |                                      | Trần Thị Tiêm          |                                            |                                        | 1 con gái                                                                       |
| Tài nhân vị nhập giai              |                                      | Bùi Thị San            |                                            |                                        | 1 con trai, 2 con gái                                                           |
| Cung nhân                          |                                      | Trần Thị Nghiêm        | 1798 hoặc 1799 – ?                         |                                        | 2 con trai, 3 con gái                                                           |
| Cung nhân                          | Thuận Khải                           | Nguyễn Thị Xuân        |                                            | Chánh đội Gia Định Nguyễn Văn Châu     | 1 con trai, 1 con gái                                                           |
| Cung nhân                          |                                      | Lý Thị Cầm             |                                            |                                        | 1 con gái                                                                       |
| Cung nhân                          |                                      | Cao Thị Diệu           |                                            |                                        | 1 con trai                                                                      |
| Cung nhân                          |                                      | Đặng Thị Yểu Điệu      |                                            |                                        | 1 con gái                                                                       |
| Cung nhân                          |                                      | Lê Thị Đính            |                                            |                                        | 1 con gái                                                                       |
| Cung nhân                          |                                      | Trần Thị Mỹ            |                                            |                                        | 1 con gái                                                                       |
| Cung nhân                          |                                      | Trần Thị Nhã           |                                            |                                        | 1 con trai                                                                      |
| Cung nhân                          |                                      | Trần Thị Nhạn          |                                            |                                        | 1 con gái                                                                       |
| Cung nhân                          |                                      | Hồ Thị Thể             |                                            |                                        | 1 con trai                                                                      |
| Cung nhân                          |                                      | Lê Thị Thông           |                                            |                                        | 1 con gái                                                                       |
| Cung nhân                          |                                      | Phan Thị Viên          |                                            |                                        | 1 con trai                                                                      |
| Cung nhân                          |                                      | Nguyễn Thị Vĩnh        |                                            |                                        | 1 con trai                                                                      |
| Cung nhân                          |                                      | Nguyễn Thị Dược        |                                            |                                        | 1 con trai                                                                      |
| Thứ nhân                           |                                      | Lê Thị Tường           |                                            | Quận công Lê Chất                      | 1 con trai, nguyên là Cung tần nhưng vì án Lê Chất mà bị phế, giam cầm đến chết |

Ngoài ra còn nhiều bà khác chưa rõ tên và danh phận.

## Con cái
Minh Mạng có tới 142 người con, gồm 78 hoàng tử và 64 công chúa.

#### Hoàng tử
| Số thứ tự | Tước hiệu                        | Thụy hiệu                | Tên                                                               | Sinh mất                                   | Mẹ                                 | Bộ tự        | Ghi chú                                                 |
| --------- | -------------------------------- | ------------------------ | ----------------------------------------------------------------- | ------------------------------------------ | ---------------------------------- | ------------ | ------------------------------------------------------- |
| 1         | Hiến Tổ Hoàng đế (憲祖皇帝)      | Chương Hoàng đế (章皇帝) | Nguyễn Phúc Miên Tông (阮福綿宗)                                  | 16 tháng 6 năm 1807 – 4 tháng 11 năm 1847  | Tá Thiên Nhân hoàng hậu Hồ Thị Hoa | Nhân (人/亻) | Hoàng đế thứ ba của nhà Nguyễn.                         |
| 2         |                                  |                          | Nguyễn Phúc Chính (阮福晸)                                        | 1807                                       | Hiền phi Ngô Thị Chính             |              | Thờ tại đền Triển Thân.                                 |
| 3         | Thọ Xuân vương (壽春王)          | Đoan Khác (端恪)         | Nguyễn Phúc Miên Định (阮福绵定) Nguyễn Phúc Yến (阮福宴)         | 5 tháng 8 năm 1810 – 5 tháng 11 năm 1886   | Gia phi Phạm Thị Tuyết             | Thủy (水/氵) | Có 78 con trai, 66 con gái.                             |
| 4         | Ninh Thuận Quận vương (寧順郡王) | Đoan Túc (端肅)          | Nguyễn Phúc Miên Nghi (阮福綿宜) Nguyễn Phúc Dục (阮福昱)         | 30 tháng 12 năm 1810 – 12 tháng 8 năm 1874 | Trang tần Trần Thị Tuyến           | Khẩu (口)    | Có 34 con trai, 41 con gái.                             |
| 5         | Vĩnh Tường Quận vương (永祥郡王) | Trang Mục (莊穆)         | Nguyễn Phúc Miên Hoành (阮福綿宏) Nguyễn Phúc Thự (阮福曙)        | 12 tháng 7 năm 1811 – 23 tháng 11 năm 1835 | Hiền phi Ngô Thị Chính             | Mịch (糸/糹) | Có bốn con trai, 2 con gái.                             |
| 6         | Phú Bình Quận vương (富平郡王)   | Trang Cung (莊恭)        | Nguyễn Phúc Miên Áo (阮福綿𡪿) Nguyễn Phúc An (阮福安)            | 4 tháng 1 năm 1817 – 1 tháng 2 năm 1865    | Hiền phi Ngô Thị Chính             | Mộc (木)     | Có 10 con trai, bảy con gái.                            |
| 7         | Nghi Hòa Quận công (宜禾郡公)    | Cung Lượng (恭亮)        | Nguyễn Phúc Miên Thần (阮福綿宸)                                  | 16 tháng 2 năm 1817 – 7 tháng 10 năm 1878  | Quý nhân Nguyễn Thị Trường         | Túc (足)     | Có 11 con trai, ba con gái.                             |
| 8         | Phù Mỹ Quận công (符美郡公)      | Cung Lượng (恭亮)        | Nguyễn Phúc Miên Phú (阮福綿富)                                   | 28 tháng 2 năm 1817 – 15 tháng 4 năm 1885  | Cung nhân Trần Thị Nghiêm          | Thực (食)    | Có 13 con trai, tám con gái.                            |
| 9         | Hàm Thuận công (咸順公)          | Đôn Cung (敦恭)          | Nguyễn Phúc Miên Thủ (阮福綿守)                                   | 5 tháng 3 năm 1819 – 24 tháng 9 năm 1859   | Mỹ nhân Nguyễn Thị Bân             | Hiệt (頁)    | Có 27 con trai, 35 con gái.                             |
| 10        | Tùng Thiện vương (從善王)        | Đoan Cung (端恭)         | Nguyễn Phúc Miên Thẩm (阮福綿審) Nguyễn Phúc Hiện (阮福晛)        | 11 tháng 12 năm 1819 – 30 tháng 4 năm 1870 | Thục tần Nguyễn Thị Bảo            | Nhục (肉)    | Có 20 con trai, 12 con gái.                             |
| 11        | Tuy Lý vương (綏理王)            | Đoan Cung (端恭)         | Nguyễn Phúc Miên Trinh (阮福綿寊)                                 | 3 tháng 2 năm 1820 – 18 tháng 11 năm 1897  | Tiệp dư Lê Thị Ái                  | Thảo (艸/艹) | Có 40 con trai, 36 con gái.                             |
| 12        | Tương An Quận vương (襄安郡王)   | Cung Nghị (恭毅)         | Nguyễn Phúc Miên Bảo (阮福綿寶)                                   | 20 tháng 5 năm 1820 – 8 tháng 3 năm 1854   | An tần Hồ Thị Tùy                  | Y (衣)       | Có 18 con trai, bảy con gái.                            |
| 13        | Tuân Quốc công (遵國公)          | Cung Mục (恭睦)          | Nguyễn Phúc Miên Trữ (阮福綿宁)                                   | 11 tháng 7 năm 1820 – 20 tháng 8 năm 1890  | Tài nhân Đinh Thị Nghĩa            | Trúc (竹)    | Có 13 con trai, 10 con gái.                             |
| 14        |                                  |                          | Nguyễn Phúc Miên Hựu (阮福綿宥)                                   | 29 tháng 9 năm 1821 – 27 tháng 11 năm 1824 | Thục tần Nguyễn Thị Bảo            |              | Mộ táng tại Bình An (Hương Thủy, Thừa Thiên - Huế).     |
| 15        | Lạc Hóa Quận công (樂化郡公)     | Hòa Thận (和慎)          | Nguyễn Phúc Miên Vũ (阮福綿宇)                                    | 21 tháng 2 năm 1822 – 17 tháng 11 năm 1849 | Cung nhân Nguyễn Thị Vĩnh          | Hoả (火)     | Có 10 con trai, ba con gái.                             |
| 16        | Hà Thanh Quận công (河清郡公)    | Trang Giản (莊簡)        | Nguyễn Phúc Miên Tống (阮福綿宋)                                  | 17 tháng 3 năm 1822 – 2 tháng 3 năm 1858   | Cung nhân Trần Thị Nghiêm          | Cân (巾)     | Có bảy con trai, chín con gái.                          |
| 17        |                                  |                          | Nguyễn Phúc Miên Thành (阮福綿宬)                                 | Tảo thương                                 | không rõ                           |              |                                                         |
| 18        | Nghĩa Quốc công (義國公)         | Cung Đạt (恭達)          | Nguyễn Phúc Miên Tể (阮福綿宰)                                    | 21 tháng 10 năm 1822 – 5 tháng 12 năm 1844 | An tần Hồ Thị Tùy                  | Thù (殳)     | Có 2 con trai, một con gái.                             |
| 19        |                                  |                          | Tảo thương                                                        | Tảo thương                                 |                                    |              |                                                         |
| 20        |                                  |                          | Tảo thương                                                        | Tảo thương                                 |                                    |              |                                                         |
| 21        |                                  |                          | Nguyễn Phúc Miên Tuyên (阮福綿宣)                                 | Tảo thương                                 | Tài nhân Trần Thị Tiền             |              |                                                         |
| 22        |                                  |                          | Nguyễn Phúc Miên Long (阮福綿㝫)                                  | Tảo thương                                 | Tiệp dư Lê Thị Ái                  |              |                                                         |
| 23        | Trấn Man Quận công (鎮蠻郡公)    | Cung Huệ (恭惠)          | Nguyễn Phúc Miên Tích (阮福綿㝜) Nguyễn Phúc Miên Thực (阮福綿寔) | 8 tháng 3 năm 1823 – 5 tháng 8 năm 1866    | Trang tần Trần Thị Tuyến           | Xa (車)      | Có chín con trai, tám con gái.                          |
| 24        |                                  |                          | Tảo thương                                                        | Tảo thương                                 |                                    |              |                                                         |
| 25        |                                  |                          | Tảo thương                                                        | Tảo thương                                 |                                    |              |                                                         |
| 26        | Sơn Định Quận công (山定郡公)    | Đôn Thuận (敦順)         | Nguyễn Phúc Miên Cung (阮福綿宮)                                  | 17 tháng 1 năm 1824 – 2 tháng 10 năm 1849  | Quý nhân Nguyễn Thị Trường         | Dậu (酉)     | Có 7 con trai, 4 con gái.                               |
| 27        | Tân Bình Quận công (新平郡公)    | Tĩnh Ý (靜懿)            | Nguyễn Phúc Miên Phong (阮福綿寷)                                 | 16 tháng 5 năm 1824 – 30 tháng 10 năm 1860 | Quý nhân Đỗ Thị Tùng               | Cách (革)    | Có một con trai, ba con gái.                            |
| 28        |                                  |                          | Nguyễn Phúc Miên Trạch (阮福綿宅)                                 | 18 tháng 5 năm 1824 – 15 tháng 2 năm 1826  | Huệ tần Trần Thị Huân              |              | Thờ tại đền Triển Thân.                                 |
| 29        | Quỳ Châu Quận công (葵州郡公)    | Cung Lượng (恭亮)        | Nguyễn Phúc Miên Liêu (阮福綿寮)                                  | 23 tháng 8 năm 1824 – 1881                 | Cung nhân Lê Thị Tường             | Ấp (邑)      | Có năm con trai, chín con gái.                          |
| 30        | Quảng Ninh Quận vương (廣寧郡王) | Đôn Hòa (敦和)           | Nguyễn Phúc Miên Mật (阮福綿宓)                                   | 17 tháng 8 năm 1825 – 23 tháng 5 năm 1847  | Huệ tần Trần Thị Huân              | Sước (辵)    | Có ba con trai, 2 con gái.                              |
| 31        | Sơn Tĩnh Quận công (山靜郡公)    | Hòa Hậu (和厚)           | Nguyễn Phúc Miên Lương (阮福綿㝗)                                 | 27 tháng 2 năm 1826 – 24 tháng 8 năm 1863  | Lệ tần Nguyễn Thị Thúy Trúc        | Vũ (雨)      | Có 7 con trai, 11 con gái.                              |
| 32        | Quảng Biên Quận công (廣邊郡公)  | Cung Lượng (恭亮)        | Nguyễn Phúc Miên Gia (阮福綿家)                                   | 22 tháng 5 năm 1826 – 20 tháng 7 năm 1875  | Quý nhân Nguyễn Thị Trường         | Phộc (攴)    | Có 15 con trai, 11 con gái.                             |
| 33        | Lạc Biên Quận công (樂邊郡公)    | Đôn Lượng (敦亮)         | Nguyễn Phúc Miên Khoan (阮福綿寬)                                 | 8 tháng 7 năm 1826 – 2 tháng 9 năm 1863    | Quý nhân Lương Thị Nguyện          | Tiêu (髟)    | Có bốn con trai, ba con gái.                            |
| 34        |                                  |                          | Nguyễn Phúc Miên Hoạn (阮福綿宦)                                  | 31 tháng 8 năm 1826 – 13 tháng 1 năm 1839  | Quý nhân Đỗ Thị Tâm                |              | Thờ tại đền Triển Thân                                  |
| 35        | Ba Xuyên Quận công (巴川郡公)    | Hoà Lượng (和諒)         | Nguyễn Phúc Miên Túc (阮福绵宿)                                   | 26 tháng 2 năm 1827 – 1 tháng 1 năm 1854   | Quý nhân Cái Thị Trinh             | Mễ (米)      | Không có con thừa tự                                    |
| 36        | Kiến Tường công (建祥公)         | Cung Túc (恭肅)          | Nguyễn Phúc Miên Quan (阮福綿官)                                  | 21 tháng 5 năm 1827 – 3 tháng 2 năm 1847   | Tiệp dư Lê Thị Ái                  | Mục (目)     | Có 3 con trai, 1 con gái.                               |
| 37        | Hòa Thạnh vương (和盛王)         | Đoan Cung (端恭)         | Nguyễn Phúc Miên Tuấn (阮福綿寯)                                  | 12 tháng 6 năm 1827 – 22 tháng 6 năm 1907  | An tần Hồ Thị Tùy                  | Nữ (女)      | Có 35 con trai, 26 con gái.                             |
| 38        |                                  |                          | Tảo thương                                                        | Tảo thương                                 |                                    |              |                                                         |
| 39        |                                  |                          | Tảo thương                                                        | Tảo thương                                 |                                    |              |                                                         |
| 40        | Hòa Quốc công (和國公)           | Đôn Doãn (敦允)          | Nguyễn Phúc Miên Quân (阮福綿宭)                                  | 31 tháng 8 năm 1828 – 17 tháng 8 năm 1863  | Hiền phi Ngô Thị Chính             | Chuy (隹)    | Có 6 con trai, 5 con gái.                               |
| 41        | Tuy An Quận công (綏安郡公)      | Cung Lượng (恭亮)        | Nguyễn Phúc Miên Kháp (阮福綿㝓)                                  | 5 tháng 10 năm 1828 – 14 tháng 7 năm 1893  | Lệ tần Nguyễn Thị Thúy Trúc        | Phương (方)  | Có 10 con trai, 15 con gái.                             |
| 42        | Hải Quốc công (海國公)           | Cung Mục (恭睦)          | Nguyễn Phúc Miên Tằng (阮福綿𡪠)                                  | 27 tháng 10 năm 1828 – 16 tháng 4 năm 1896 | Tài nhân Nguyễn Thị Tính           | Khiếm (欠)   | Có 6 con trai, 3 con gái.                               |
| 43        |                                  |                          | Nguyễn Phúc Miên Tỉnh (阮福綿𡨽)                                  | 5 tháng 1 năm 1829 – 30 tháng 7 năm 1837   | Huệ tần Trần Thị Huân              |              | Mộ táng tại Bình An (Hương Thủy, Thừa Thiên - Huế).     |
| 44        | Tây Ninh Quận công (西寧郡公)    | Đoan Nghị (端毅)         | Nguyễn Phúc Miên Thể (阮福綿寀)                                   | 5 tháng 1 năm 1829 – 22 tháng 9 năm 1864   | Cung nhân Phan Thị Viên            | Mao (毛)     | Có 4 con trai, 1 con gái.                               |
| 45        | Trấn Tĩnh Quận công (鎮靖郡公)   | Cung Lượng (恭亮)        | Nguyễn Phúc Miên Dần (阮福綿寅)                                   | 18 tháng 4 năm 1829 – 9 tháng 3 năm 1885   | Quý nhân Đỗ Thị Tâm                | Vũ (羽)      | Có 15 con trai, 9 con gái.                              |
| 46        |                                  |                          | Tảo thương                                                        | Tảo thương                                 |                                    |              |                                                         |
| 47        | Quảng Trạch Quận công (廣澤郡公) | Đoan Mẫn (端敏)          | Nguyễn Phúc Miên Cư (阮福綿𡨢)                                    | 16 tháng 10 năm 1829 – 6 tháng 4 năm 1854  | Hòa tần Nguyễn Thị Khuê            | Môn (門)     | Có 5 con trai, 6 con gái.                               |
| 48        | An Quốc công (安國公)            | Cẩn Tuệ (謹慧)           | Nguyễn Phúc Miên Ngung (阮福綿㝘)                                 | 1 tháng 1 năm 1830 – 18 tháng 10 năm 1853  | Huệ tần Trần Thị Huân              | Xích (彳)    | Có 2 con trai, 1 con gái.                               |
| 49        | Tĩnh Gia công (靜嘉公)           |                          | Nguyễn Phúc Miên Sạ (阮福綿宱)                                    | 13 tháng 3 năm 1830 – 13 tháng 1 năm 1902  | Cung nhân Hồ Thị Thể               | Nghiễm (广)  | Có 9 con trai, 7 con gái.                               |
| 50        |                                  |                          | Tảo thương                                                        | Tảo thương                                 |                                    |              |                                                         |
| 51        | Trấn Biên Quận công (鎮邊郡公)   | Cung Lượng (恭亮)        | Nguyễn Phúc Miên Thanh (阮福綿寈)                                 | 18 tháng 9 năm 1830 – 6 tháng 2 năm 1877   | Quý nhân Lê Thị Lộc                | Chu (舟)     | Có 17 con trai, 10 con gái.                             |
| 52        | Điện Quốc công (奠國公)          | Cung Nhã (恭雅)          | Nguyễn Phúc Miên Tỉnh (阮福綿㝭)                                  | 11 tháng 11 năm 1830 – 18 tháng 3 năm 1870 | Hòa tần Nguyễn Thị Khuê            | Điền (田)    | Có 10 con trai, 7 con gái.                              |
| 53        | Tuy Biên Quận công (綏邊郡公)    | Cẩn Mục (謹穆)           | Nguyễn Phúc Miên Sủng (阮福綿寵)                                  | 8 tháng 4 năm 1831 – 23 tháng 7 năm 1865   | Tiệp dư Nguyễn Thị Viên            | Phong (風)   | Có 4 con trai, 2 con gái.                               |
| 54        | Quế Sơn Quận công (桂山郡公)     | Cung Lượng (恭亮)        | Nguyễn Phúc Miên Ngô (阮福綿𡨂)                                   | 9 tháng 6 năm 1831 – 13 tháng 9 năm 1873   | Cung nhân Nguyễn Thị Dược          | Hắc (黑)     | Có 7 con trai, 5 con gái.                               |
| 55        | Phong Quốc công (豐國公)         | Hoằng Nhã (弘雅)         | Nguyễn Phúc Miên Kiền (阮福綿𡨊)                                  | 28 tháng 9 năm 1831 – 20 tháng 7 năm 1854  | Quý nhân Lê Thị Lộc                | Nhĩ (耳)     | Có 7 con trai, 4 con gái.                               |
| 56        | Trấn Định Quận công (鎮定郡公)   | Đôn Ý (敦懿)             | Nguyễn Phúc Miên Miêu (阮福綿𡩈) Nguyễn Phúc Miên Cầu (阮福綿𡨃)  | 3 tháng 1 năm 1832 – 25 tháng 5 năm 1865   | Quý nhân Nguyễn Thị Hạnh           | Ngoã (瓦)    | Có 3 con trai, 2 con gái.                               |
| 57        | Hoài Đức Quận vương (懷德郡王)   | Đoan Cung (端恭)         | Nguyễn Phúc Miên Lâm (阮福綿㝝)                                   | 20 tháng 1 năm 1832 – 28 tháng 12 năm 1897 | Lệ tần Nguyễn Thị Thúy Trúc        | Cung (弓)    | Có 11 con trai, 9 con gái.                              |
| 58        | Duy Xuyên Quận công (濰川郡公)   | Huệ Mục (惠睦)           | Nguyễn Phúc Miên Tiệp (阮福綿寁)                                  | 18 tháng 8 năm 1832 – 9 tháng 12 năm 1871  | Tiệp dư Nguyễn Thị Viên            | Kiến (見)    | Có 5 con trai, 6 con gái.                               |
| 59        | Cẩm Giang Quận công (錦江郡公)   | Cung Lượng (恭亮)        | Nguyễn Phúc Miên Vãn (阮福綿𡩄)                                   | 28 tháng 9 năm 1832 – 1 tháng 9 năm 1895   | Quý nhân Đỗ Thị Tâm                | Xỉ (齒)      | Có 10 con trai, 12 con gái.                             |
| 60        | Quảng Hóa Quận công (阮福綿宛)   | Cung Lượng (恭亮)        | Nguyễn Phúc Miên Uyển (阮福綿宛)                                  | 12 tháng 2 năm 1833 – 30 tháng 11 năm 1893 | Hiền phi Ngô Thị Chính             | Tẩu (走)     | Có 2 con trai, 7 con gái.                               |
| 61        | Nam Sách Quận công (南策郡公)    | Cung Lượng (恭亮)        | Nguyễn Phúc Miên Ôn (阮福綿㝧)                                    | 15 tháng 3 năm 1833 – 1 tháng 2 năm 1895   | Quý nhân Nguyễn Thị Hạnh           | Giác (角)    | Có 8 con trai, 4 con gái.                               |
| 62        |                                  |                          | Nguyễn Phúc Miên Trụ (阮福綿宙)                                   | 25 tháng 3 năm 1833 – 12 tháng 9 năm 1841  | Tài nhân Trần Thị Tiền             |              |                                                         |
| 63        |                                  |                          | Nguyễn Phúc Miên Khiết (阮福綿㝣)                                 | 15 tháng 4 năm 1833 – 18 tháng 1 năm 1839  | Tài nhân Đỗ Thị Cương              |              |                                                         |
| 64        |                                  | Hiếu Ý (孝懿)            | Nguyễn Phúc Miên Ngụ (阮福綿寓)                                   | 29 tháng 4 năm 1833 – 20 tháng 3 năm 1847  | Quý nhân Lê Thị Lộc                | Trãi (豸)    |                                                         |
| 65        | Trấn Quốc công (鎮國公)          |                          | Nguyễn Phúc Miên Tả (阮福綿寫)                                    | 5 tháng 6 năm 1833 – 4 tháng 8 năm 1889    | Cung nhân Cao Thị Diệu             | Mạch (麥)    | Có 1 con trai, 1 con gái.                               |
| 66        | Hoằng Hóa Quận vương (弘化郡王)  |                          | Nguyễn Phúc Miên Triện (阮福綿𡩀)                                 | 19 tháng 7 năm 1833 – 7 tháng 5 năm 1905   | Tài nhân Trần Thị Thanh            | Xưởng (厂)   | Có 1 con trai, 2 con gái.                               |
| 67        |                                  |                          | Nguyễn Phúc Miên Thất (阮福綿室)                                  | 30 tháng 7 năm 1834 – 24 tháng 6 năm 1837  | Huệ tần Trần Thị Huân              |              | Mộ táng tại Bình An (Hương Thủy, Thừa Thiên - Huế).     |
| 68        | Tân An Quận công (新安郡公)      | Tuệ Mục (慧穆)           | Nguyễn Phúc Miên Bảo (阮福綿寳)                                   | 26 tháng 4 năm 1835 – 13 tháng 7 năm 1854  | Hòa tần Nguyễn Thị Khuê            | Vi (囗)      | Không con thừa tự.                                      |
| 69        | Bảo An Quận công (保安郡公)      | Ôn Mẫn (温敏)            | Nguyễn Phúc Miên Khách (阮福綿客)                                 | 6 tháng 5 năm 1835 – 9 tháng 12 năm 1858   | Quý nhân Đỗ Thị Tâm                | Mãnh (皿)    | Có 2 con trai, 2 con gái.                               |
| 70        | Hậu Lộc Quận công (厚祿郡公)     | Cung Lượng (恭亮)        | Nguyễn Phúc Miên Thích (阮福綿𡫁)                                 | 21 tháng 9 năm 1835 – 4 tháng 2 năm 1882   | Cung nhân Trần Thị Nhã             | Hổ (虍)      | Có 13 con trai, 7 con gái.                              |
| 71        | Kiến Hòa Quận công (建和郡公)    | Cung Lượng (恭亮)        | Nguyễn Phúc Miên Điều (阮福綿𡩢)                                  | 13 tháng 2 năm 1836 – 17 tháng 7 năm 1891  | Tài nhân Bùi Thị San               | Qua (戈)     | Có 14 con trai, 10 con gái.                             |
| 72        | Kiến Phong Quận công (建豐郡公)  | Cung Lượng (恭亮)        | Nguyễn Phúc Miên Hoang (阮福綿𡧽)                                 | 20 tháng 5 năm 1836 – 15 tháng 7 năm 1888  | Quý nhân Đỗ Thị Tâm                | Bạch (白)    | Có 12 con trai, 9 con gái.                              |
| 73        | Vĩnh Lộc Quận công (永禄郡公)    | Cung Lượng (恭亮)        | Nguyễn Phúc Miên Chí (阮福綿寘)                                   | 20 tháng 9 năm 1836 – 18 tháng 12 năm 1888 | Lệ tần Nguyễn Thị Thúy Trúc        | Lập (立)     | Có 13 con trai, 18 con gái.                             |
| 74        | Phù Cát Quận công (符吉郡公)     | Cung Lượng (恭亮)        | Nguyễn Phúc Miên Thân (阮福綿寴)                                  | 20 tháng 7 năm 1837 – 17 tháng 8 năm 1875  | Hòa tần Nguyễn Thị Khuê            | Vi (韋)      | Có 4 con trai, 6 con gái.                               |
| 75        | Cẩm Xuyên Quận vương (錦川郡王)  | Đoan Túc (端肅)          | Nguyễn Phúc Miên Ký (阮福綿寄)                                    | 5 tháng 4 năm 1838 – 15 tháng 12 năm 1881  | Cung nhân Nguyễn Thị Xuân          | Thân (身)    | Có 7 con trai, 13 con gái.                              |
| 76        | An Xuyên vương (安川王)          | Đoan Mục (端恭)          | Nguyễn Phúc Miên Bàng (阮福綿㝑)                                  | 5 tháng 6 năm 1838 – 19 tháng 8 năm 1902   | Lệ tần Nguyễn Thị Thúy Trúc        | Bì (皮)      | Có 9 con trai, 6 con gái.                               |
| 77        |                                  |                          | Nguyễn Phúc Miên Sách (阮福綿𡩡)                                  | 11 tháng 12 năm 1839 – 27 tháng 1 năm 1856 | Huệ tần Trần Thị Huân              | Hựu (又)     | Mất khi chưa được sách phong.                           |
| 78        | An Thành vương (安城王)          |                          | Nguyễn Phúc Miên Lịch (阮福綿𡫯)                                  | 13 tháng 5 năm 1841 – 5 tháng 11 năm 1919  | Lệ tần Nguyễn Thị Thúy Trúc        | Kim (金)     | Chào đời sau khi vua cha mất. Có 8 con trai, 6 con gái. |

#### Hoàng nữ
| Số thứ tự | Tước hiệu                         | Thụy hiệu          | Tên                                                                | Sinh mất                                   | Mẹ                          | Ghi chú                                                                              |
| --------- | --------------------------------- | ------------------ | ------------------------------------------------------------------ | ------------------------------------------ | --------------------------- | ------------------------------------------------------------------------------------ |
| 1         |                                   | An Tĩnh (安靜)     | Nguyễn Phúc Ngọc Tông (阮福玉琮)                                   | 17 tháng 7 năm 1812 – 3 tháng 4 năm 1824   | Hiền phi Ngô Thị Chính      | Mộ táng tại Dương Xuân (Hương Thủy, Thừa Thiên - Huế).                               |
| 2         | An Phú Công chúa (安富公主)       | Trinh Tín (貞信)   | Nguyễn Phúc Khuê Gia (阮福珪珈) Nguyễn Phúc Chương Gia (阮福璋珈)  | 12 tháng 8 năm 1813 – 28 tháng 4 năm 1865  | Hiền phi Ngô Thị Chính      | Lấy Nguyễn Văn Túc. Có ba con trai, ba con gái.                                      |
| 3         | Lộc Thành Công chúa (祿城公主)    | Đoan Khiết (端潔)  | Nguyễn Phúc Uyển Diễm (阮福琬琰)                                   | 1815 – 29 tháng 8 năm 1836                 | Hiền phi Ngô Thị Chính      | Lấy Võ Văn Mỹ, cháu nội của công chúa Ngọc Du. Có một con gái.                       |
| 4         | An Thường Công chúa (安常公主)    | Mỹ Thục (美淑)     | Nguyễn Phúc Lương Đức (阮福良德)                                   | 26 tháng 7 năm 1817 – 13 tháng 5 năm 1891  | Mỹ nhân Nguyễn Thị Bân      | Lấy Phan Văn Oánh. Có 4 con trai.                                                    |
| 5         | Hương La Công chúa (香羅公主)     | Huy Mẫn (徽敏)     | Nguyễn Phúc Quang Tĩnh (阮福光静)                                  | 1817 – 26 tháng 11 năm 1844                | Quý nhân Lương Thị Nguyện   | Lấy Hoàng Kế Viêm. Có một con trai nhưng mất sớm.                                    |
| 6         | Vĩnh An Công chúa (永安公主)      | Mỹ Thục (美淑)     | Nguyễn Phúc Hòa Thục (阮福和淑)                                    | 5 tháng 7 năm 1818 – 27 tháng 11 năm 1893  | Quý nhân Cái Thị Trinh      | Lấy Nguyễn Lương. Có 2 con trai, 2 con gái.                                          |
| 7         | An Trang Công chúa (安莊公主)     | Trang Thuận (莊順) | Nguyễn Phúc Trinh Đức (阮福貞德)                                   | 1818 – 30 tháng 9 năm 1863                 | Tài nhân Trần Thị Tiêm      | Lấy Trần Văn Thịnh. Có 2 con gái.                                                    |
| 8         | Phong Hòa Công chúa (豐禾公主)    | Đoan Diễm (端艷)   | Nguyễn Phúc Nhu Thuận (阮福柔順)                                   | 21 tháng 4 năm 1819 – 18 tháng 10 năm 1840 | An tần Hồ Thị Tùy           |                                                                                      |
| 9         | An Cát Công chúa (安吉公主)       | Mỹ Thục (美淑)     | Nguyễn Phúc Nhu Thục (阮福柔淑)                                    | 16 tháng 12 năm 1819 – 1886                | Huệ tần Trần Thị Huân       | Lấy Nguyễn Phú. Có một con trai, 2 con gái.                                          |
| 10        | Định Mỹ Công chúa (定美公主)      | Nhu Tĩnh (柔靜)    | Nguyễn Phúc Đoan Thuận (阮福端順)                                  | 20 tháng 8 năm 1820 – 29 tháng 5 năm 1854  | Cung nhân Trần Thị Nghiêm   | Lấy Đỗ Tài. Có 2 con trai, 2 con gái.                                                |
| 11        | Phú Mỹ Công chúa (富美公主)       | Mỹ Thục (美淑)     | Nguyễn Phúc Đoan Trinh (阮福端貞)                                  | 24 tháng 5 năm 1821 – 17 tháng 12 năm 1899 | Quý nhân Nguyễn Thị Trường  | Lấy Đoàn Văn Tuyển. Có 1 con trai, 5 con gái.                                        |
| 12        | Phương Duy Công chúa (芳維公主)   | Uyên Diễm (淵艷)   | Nguyễn Phúc Vĩnh Gia (阮福永嘉)                                    | 1821 – 11 tháng 1 năm 1850                 | Quý nhân Cái Thị Trinh      | Lấy Lê Tăng Mậu. Có 2 con trai, 2 con gái.                                           |
| 13        | Tân Hòa Công chúa (新和公主)      | Phương Tĩnh (芳靜) | Nguyễn Phúc Đoan Thận (阮福端慎)                                   | 2 tháng 1 năm 1822 – 23 tháng 5 năm 1866   | Quý nhân Lương Thị Nguyện   | Lấy Trịnh Hoài Cẩn. Có 2 con trai, 2 con gái.                                        |
| 14        | Quỳnh Lâm Công chúa (瓊林公主)    | Trang Tuệ (莊慧)   | Nguyễn Phúc Nhàn Thận (阮福嫻慎)                                   | 1822 – 3 tháng 10 năm 1849                 | Cung nhân Trần Thị Nhạn     | Lấy Nguyễn Tăng Dũng. Có một con trai.                                               |
| 15        | Mậu Hòa Công chúa (懋和公主)      | Mỹ Thục (美淑)     | Nguyễn Phúc Gia Trinh (阮福嘉貞)                                   | 25 tháng 9 năm 1823 – 19 tháng 9 năm 1885  | Mỹ nhân Đoàn Thị Thụy       | Lấy Trần Văn Đức. Có 9 con trai, 3 con gái.                                          |
| 16        | Mỹ Ninh Công chúa (美寧公主)      | Diễm Khiết (艷潔)  | Nguyễn Phúc Gia Tiết (阮福嘉節)                                    | 27 tháng 12 năm 1823 – 1 tháng 12 năm 1841 | Quý nhân Đỗ Thị Tâm         |                                                                                      |
| 17        | Phú Phong Công chúa (富豐公主)    | Uyển Hòa (婉和)    | Nguyễn Phúc Vĩnh Thụy (阮福永瑞)                                   | 4 tháng 3 năm 1824 – 27 tháng 4 năm 1863   | Tài nhân Trần Thị Trúc      | Lấy Nguyễn Tiến Vị, không có con.                                                    |
| 18        | Quy Đức Công chúa (歸德公主)      | Cung Thục (恭淑)   | Nguyễn Phúc Vĩnh Trinh (阮福永禎)                                  | 21 tháng 6 năm 1824 – 18 tháng 4 năm 1892  | Thục tần Nguyễn Thị Bảo     | Lấy Phạm Đăng Thuật. Có một con gái mất sớm.                                         |
| 19        |                                   |                    | Tảo thương                                                         | Tảo thương                                 | Cung nhân Trần Thị Nghiêm   |                                                                                      |
| 20        | Cảm Đức Công chúa (感德公主)      |                    | Nguyễn Phúc Thục Thận (阮福淑慎)                                   | 25 tháng 6 năm 1824 – 18 tháng 2 năm 1907  | Cung nhân Trần Thị Nghiêm   | Lấy Lê Thế Ngô.                                                                      |
| 21        | Xuân An Công chúa (春安公主)      | Nhàn Uyển (婉嫻)   | Nguyễn Phúc Thục Tĩnh (阮福淑靜)                                   | 1 tháng 10 năm 1825 – 13 tháng 4 năm 1856  | Quý nhân Lê Thị Lộc         | Lấy Trương Phúc Lý. Có 3 con trai, 2 con gái.                                        |
| 22        | Hòa Mỹ Công chúa (和美公主)       | Gia Thục (嘉淑)    | Nguyễn Phúc Trang Tĩnh (阮福莊靜)                                  | 1 tháng 10 năm 1825 – 19 tháng 3 năm 1847  | Tiệp dư Lê Thị Ái           |                                                                                      |
| 23        | Triêm Đức Công chúa (霑德公主)    |                    | Nguyễn Phúc Trang Nhàn (阮福莊嫻)                                  | 22 tháng 11 năm 1825 – 17 tháng 4 năm 1892 | Quý nhân Nguyễn Thị Hạnh    | Lấy Đặng Đức Nhuận. Có 5 con trai, 3 con gái.                                        |
| 24        | Bình Xuân Công chúa (平春公主)    | Tĩnh Phương (靜芳) | Nguyễn Phúc Gia Thụy (阮福嘉瑞)                                    | 25 tháng 11 năm 1825 – 3 tháng 8 năm 1860  | Tài nhân Trần Thị Trúc      | Lấy Hoàng Văn Thu. Có một con trai, một con gái.                                     |
| 25        | Lại Đức Công chúa (賴德公主)      | Mỹ Thục (美淑)     | Nguyễn Phúc Trinh Thận (阮福貞慎)                                  | 12 tháng 9 năm 1826 – 3 tháng 1 năm 1904   | Thục tần Nguyễn Thị Bảo     | Lấy Thân Trọng Di. Có một con trai mất sớm.                                          |
| 26        | Nghĩa Điền Công chúa (義田公主)   |                    | Nguyễn Phúc Trinh Nhàn (阮福貞嫻)                                  | 14 tháng 6 năm 1827 – 28 tháng 7 năm 1902  | Lệ tần Nguyễn Thị Thúy Trúc | Lấy Hoàng Gia Kỳ.                                                                    |
| 27        | Nghĩa Hà Công chúa (義河公主)     | Tuệ Tĩnh (慧靜)    | Nguyễn Phúc Tường Hòa (阮福祥和)                                   | 14 tháng 6 năm 1827 – 28 tháng 6 năm 1847  | Huệ tần Trần Thị Huân       |                                                                                      |
| 28        | Xuân Vinh Công chúa (春榮公主)    | Mỹ Thục (美淑)     | Nguyễn Phúc Tường Tĩnh (阮福祥靜)                                  | 5 tháng 2 năm 1828 – 24 tháng 1 năm 1875   | Hòa tần Nguyễn Thị Khuê     | Lấy Lương Tiến Lễ. Có một con trai, ba con gái.                                      |
| 29        | Gia Lạc Công chúa (嘉樂公主)      | Tuệ Nhã (慧雅)     | Nguyễn Phúc Nhàn Thục (阮福嫻淑)                                   | 15 tháng 6 năm 1828 – 2 tháng 12 năm 1864  | Tài nhân Đỗ Thị Cương       | Lấy Nguyễn Văn Tuấn. Có ba con trai.                                                 |
| 30        |                                   |                    | Nguyễn Phúc Nhàn Trinh (阮福嫻貞)                                  | 1829 – 1 tháng 11 năm 1839                 | Tiệp dư Lê Thị Ái           |                                                                                      |
| 31        | Bình Thạnh Công chúa (平盛公主)   |                    | Nguyễn Phúc Thụy Thận (阮福瑞慎)                                   | 9 tháng 4 năm 1829 – 29 tháng 1 năm 1907   | Quý nhân Lê Thị Lộc         | Lấy Hồ Phan.                                                                         |
| 32        |                                   |                    | Nguyễn Phúc Thụy Thục (阮福瑞淑)                                   | 1829 – 12 tháng 6 năm 1835                 | Hiền phi Ngô Thị Chính      |                                                                                      |
| 33        |                                   |                    | Tảo thương                                                         | Tảo thương                                 |                             |                                                                                      |
| 34        | Thuận Lễ Công chúa (順禮公主)     | Mỹ Thục (美淑)     | Nguyễn Phúc Tĩnh Hòa (阮福靜和)                                    | 1830 – 22 tháng 4 năm 1882                 | Thục tần Nguyễn Thị Bảo     | Lấy Đặng Văn Khiết. Có bốn con trai, sáu con gái.                                    |
| 35        |                                   |                    | Tảo thương                                                         | Tảo thương                                 |                             |                                                                                      |
| 36        | Bái Ân Công chúa (沛恩公主)       | Mỹ Thục (美淑)     | Nguyễn Phúc Lương Trinh (阮福良貞)                                 | 28 tháng 10 năm 1830 – 28 tháng 4 năm 1891 | Quý nhân Đỗ Thị Tâm         | Lấy Nguyễn Đức Huy. Có 2 con trai, 2 con gái.                                        |
| 37        |                                   |                    | Nguyễn Phúc Gia Trang (阮福嘉莊)                                   | 3 tháng 4 năm 1831 – 19 tháng 11 năm 1847  | Tài nhân Trần Thị Tiền      |                                                                                      |
| 38        | Kim Hương Công chúa (金香公主)    | Nhu Tắc (柔則)     | Nguyễn Phúc Gia Tĩnh (阮福嘉靜)                                    | 8 tháng 7 năm 1831 – 6 tháng 6 năm 1860    | Tài nhân Đỗ Thị Cương       | Lấy Lê Thuận Lý, không có con.                                                       |
| 39        | Vĩnh Chân Công chúa (永真公主)    | Trang Hòa (莊和)   | Nguyễn Phúc Thục Tuệ (阮福淑慧)                                    | 2 tháng 2 năm 1832 – 9 tháng 10 năm 1854   | Hòa tần Nguyễn Thị Khuê     | Lấy Trương Văn Cát, không có con.                                                    |
| 40        | Thuận Hòa Công chúa (順和公主)    | Đoan Tuệ (端慧)    | Nguyễn Phúc Nhàn Tĩnh (阮福嫻靜)                                   | 3 tháng 3 năm 1832 – 24 tháng 3 năm 1863   | Cung nhân Lý Thị Cầm        | Lấy Nguyễn Văn Ngữ. Có một con gái.                                                  |
| 41        | Phương Hương Công chúa (芳香公主) | Tuệ Hòa (慧和)     | Nguyễn Phúc Nhàn An (阮福嫻安)                                     | 2 tháng 8 năm 1832 – 6 tháng 4 năm 1854    | Huệ tần Trần Thị Huân       | Lấy Hoàng Văn Ban. Có 2 con gái.                                                     |
| 42        | Nghĩa Đường Công chúa (義棠公主)  | Nhu Trang (柔莊)   | Nguyễn Phúc Tĩnh An (阮福靜安)                                     | 29 tháng 7 năm 1833 – 27 tháng 4 năm 1857  | Hòa tần Nguyễn Thị Khuê     | Lấy Lê Chí Hiếu, không có con.                                                       |
| 43        | Xuân Hòa Công chúa (春和公主)     | Mỹ Thục (美淑)     | Nguyễn Phúc Thục Tư (阮福淑姿) Nguyễn Phúc An Thục (阮福安淑)      | 5 tháng 8 năm 1833 – 15 tháng 3 năm 1879   | Huệ tần Trần Thị Huân       | Lấy Nguyễn Đống. Có 4 con trai, 2 con gái.                                           |
| 44        | Xuân Lai Công chúa (春來公主)     |                    | Nguyễn Phúc Nhu Nghi (阮福柔儀)                                    | 22 tháng 11 năm 1833 – 1929                | Lệ tần Nguyễn Thị Thúy Trúc | Lấy Nguyễn Đình Tứ. Bà là người thọ nhất trong số những người con của vua Minh Mạng. |
| 45        |                                   |                    | Tảo thương                                                         | Tảo thương                                 | Quý nhân Đỗ Thị Tâm         |                                                                                      |
| 46        | Phú Hậu Công chúa (富厚公主)      | Mỹ Thục (美淑)     | Nguyễn Phúc Phương Trinh (阮福芳貞) Nguyễn Phúc An Thụy (阮福安瑞) | 27 tháng 6 năm 1834 – 15 tháng 12 năm 1886 | Tiệp dư Nguyễn Thị Viên     | Lấy Nguyễn Văn Duật. Có ba người con                                                 |
| 47        | Định Thành Công chúa (定成公主)   | Uyên Nhàn (淵嫻)   | Nguyễn Phúc Hòa Thận (阮福和慎)                                    | 27 tháng 6 năm 1834 – 25 tháng 12 năm 1860 | Tài nhân Bùi Thị San        | Lấy Nguyễn Hanh. Có ba con trai, một con gái.                                        |
| 48        | Mỹ Duệ Công chúa (美裔公主)       | Mỹ Thục (美淑)     | Nguyễn Phúc Hòa Nhàn (阮福和嫻)                                    | 28 tháng 8 năm 1835 – 11 tháng 6 năm 1912  | Huệ tần Trần Thị Huân       | Lấy Nguyễn Trân.                                                                     |
| 49        | Hương Khê Công chúa (香溪公主)    |                    | Nguyễn Phúc Hòa Tường (阮福和祥)                                   | 27 tháng 10 năm 1835 – ?                   | Cung nhân Trần Thị Mỹ       | Lấy Dương Dũ.                                                                        |
| 50        | Mỹ Thuận Công chúa (美順公主)     | Đoan Mỹ (端美)     | Nguyễn Phúc Nhàn Tuệ (阮福嫻慧)                                    | 18 tháng 12 năm 1835 – 10 tháng 2 năm 1863 | Tiệp dư Nguyễn Thị Viên     | Lấy Phạm Hữu Hóa. Có 3 con trai, 2 con gái.                                          |
| 51        | Xuân Vân Công chúa (春雲公主)     | Uyển Tĩnh (婉靜)   | Nguyễn Phúc An Nhàn (阮福安嫻)                                     | 1836 – 7 tháng 7 năm 1854                  | Hòa tần Nguyễn Thị Khuê     | Lấy Hồ Văn Ngoạn, không có con.                                                      |
| 52        | Đa Lộc Công chúa (多祿公主)       |                    | Nguyễn Phúc Nhu Hòa (阮福柔和)                                     | 31 tháng 7 năm 1836 – 7 tháng 8 năm 1929   | Huệ tần Trần Thị Huân       | Lấy Hồ Hoàn.                                                                         |
| 53        | Lâm Thạnh Công chúa (林盛公主)    | Mỹ Thục (美淑)     | Nguyễn Phúc Hòa Trinh (阮福和貞)                                   | 4 tháng 12 năm 1836 – 8 tháng 10 năm 1869  | Tiệp dư Nguyễn Thị Viên     | Lấy Nguyễn Lương Cung. Có 2 con trai, 1 con gái.                                     |
| 54        | Thông Lãng Công chúa (通朗公主)   | Lệ Nhu (麗柔)      | Nguyễn Phúc Lương Nhàn (阮福良嫻)                                  | 13 tháng 1 năm 1838 – 6 tháng 11 năm 1872  | Huệ tần Trần Thị Huân       | Lấy Nguyễn Tấn Dinh. Có 2 con trai, 2 con gái.                                       |
| 55        |                                   |                    | Nguyễn Phúc Trinh Hòa (阮福貞和)                                   | 18 tháng 12 năm 1838 – 14 tháng 8 năm 1839 | Hòa tần Nguyễn Thị Khuê     | Mộ táng tại Bình An (Hương Thủy, Thừa Thiên - Huế).                                  |
| 56        |                                   |                    | Nguyễn Phúc Lương Tĩnh (阮福良靜)                                  | 18 tháng 12 năm 1838 – 18 tháng 1 năm 1840 | Huệ tần Trần Thị Huân       | Mộ táng tại Bình An (Hương Thủy, Thừa Thiên - Huế).                                  |
| 57        | Bái Trạch Công chúa (沛澤公主)    | Mỹ Thục (美淑)     | Nguyễn Phúc Trinh Tĩnh (阮福貞靜)                                  | 25 tháng 6 năm 1839 – 10 tháng 11 năm 1909 | Tài nhân Bùi Thị San        | Lấy Lê Văn Hộ.                                                                       |
| 58        |                                   |                    | Tảo thương                                                         | Tảo thương                                 |                             |                                                                                      |
| 59        |                                   |                    | Nguyễn Phúc Nhu Tĩnh                                               | 3 tháng 8 năm 1839 – 11 tháng 4 năm 1845   | Cung nhân Nguyễn Thị Xuân   | Mộ táng tại Bình An (Hương Thủy, Thừa Thiên - Huế).                                  |
| 60        |                                   |                    | Nguyễn Phúc Tĩnh Trang                                             | 13 tháng 7 năm 1840 – 30 tháng 6 năm 1847  | Hòa tần Nguyễn Thị Khuê     | Mộ táng tại Bình An (Hương Thủy, Thừa Thiên - Huế).                                  |
| 61        | Mỹ Trạch Công chúa (美宅公主)     | Mỹ Thục (美淑)     | Nguyễn Phúc Trinh Nhu (阮福貞柔)                                   | 15 tháng 10 năm 1840 – 21 tháng 4 năm 1902 | Cung nhân Lê Thị Thông      | Lấy Nguyễn Thường Giản.                                                              |
| 62        |                                   |                    | Nguyễn Phúc Trinh Thụy (阮福貞瑞)                                  | 29 tháng 3 năm 1841 – 10 tháng 7 năm 1845  | Cung nhân Lê Thị Đính       | Mộ táng tại Dương Xuân (Hương Thủy, Thừa Thiên - Huế).                               |
| 63        | Bình Long Công chúa (平隆公主)    | Lệ Nhã (麗雅)      | Nguyễn Phúc Trang Tường (阮福莊祥)                                 | 16 tháng 4 năm 1841 – 11 tháng 5 năm 1864  | Cung nhân Đặng Thị Yểu Điệu | Lấy Nguyễn Như Cung. Có 1 con gái.                                                   |
| 64        | Nghi Xuân Công chúa (宜春公主)    | Uyển Phương (婉芳) | Nguyễn Phúc Phúc Tường (阮福福祥)                                  | 8 tháng 7 năm 1841 – 20 tháng 3 năm 1865   | Huệ tần Trần Thị Huân       | Lấy Hoàng Tố. Có một con trai, một con gái.                                          |